# ابینگدان (ویرجینیا)
ابینگدام، ویرجینیا (به انگلیسی: Abingdon, Virginia) در ایالات متحده آمریکا با جمعیت ۸٬۱۹۱ نفر است که در شهرستان واشینگتن واقع شده‌است.